# Madison Bugg
Madison Lee Bugg (Plano, 4 agosto 1994) è una pallavolista statunitense, palleggiatrice della LOVB Atlanta.

## Carriera

### Club
La carriera di Madison Bugg inizia nei tornei scolastici della Carolina del Nord, giocando per la Cardinal Gibbons HS. Concluse le scuole superiori, gioca per la Stanford, nella NCAA Division I: partecipa al torneo dal 2012 al 2015, raccogliendo diversi riconoscimenti individuali.
Nella stagione 2016-17 firma il suo primo contratto professionistico in Svizzera, difendendo i colori del Neuchâtel, in Lega Nazionale A, mentre nella stagione seguente si trasferisce in Germania, dove partecipa alla 1. Bundesliga col Dresdner, vincendo la Coppa di Germania. Resta nella massima divisione tedesca anche nel campionato 2018-19, vestendo questa volta la maglia del MTV Stoccarda, con il quale conquista lo scudetto, mentre nel campionato seguente si accasa in Francia all'ASPTT Mulhouse, impegnato in Ligue A, con cui, in un biennio, vince uno scudetto e una Coppa di Francia.
Nella stagione 2021-22, si trasferisce nella Serie A1 italiana, difendendo i colori del Roma Club, mentre nella stagione seguente è di scena nella Liga Siatkówki Kobiet polacca, vestendo la maglia del Radomka. Per il campionato 2023-24 fa ritorno nella massima divisione italiana, questa volta ingaggiata dall'Imoco, aggiudicandosi la Supercoppa italiana, la Coppa Italia, lo scudetto e la Champions League.
Torna poi in patria, dove partecipa all'Athletes Unlimited 2024 e poi alla prima edizione della League One Volleyball, indossando la casacca della LOVB Atlanta.

### Nazionale
Nel 2010 fa parte della nazionale statunitense Under-18 vincitrice della medaglia d'oro al campionato nordamericano, dove viene premiata come miglior palleggiatrice.

## Palmarès

### Club
- Campionato tedesco: 1

2018-19
- Campionato francese: 1

2020-21
- Campionato italiano: 1

2023-24
- Coppa di Germania: 1

2017-18
- Coppa di Francia: 1

2020-21
- Coppa Italia: 1

2023-24
- Supercoppa italiana: 1

2023
- Champions League: 1

2023-24

### Nazionale (competizioni minori)
- Campionato nordamericano Under-18 2010

### Premi individuali
- 2010 - Campionato nordamericano Under-18: Miglior palleggiatrice
- 2013 - All-America Second Team
- 2013 - NCAA Division I: Berkeley Regional All-Tournament Team
- 2014 - All-America First Team
- 2014 - NCAA Division I: Ames Regional All-Tournament Team
- 2015 - All-America Third Team